# Анаткаси (Красноармійський район)
Анатка́си (рос. Анаткасы, чув. Анаткас) — присілок у складі Красноармійського району Чувашії, Росія. Входить до складу Великошатьминського сільського поселення.
Населення — 142 особи (2010; 178 у 2002).
Національний склад:
- чуваші — 99 %